# Santa Rosaliíta
Santa Rosaliíta è un centro abitato nel comune di Ensenada, nello Stato di Bassa California (Baja California in messicano), Messico. Si trova sulla costa ovest della penisola della Bassa California, a metà della penisola, all'interno della riserva della biosfera di El Vizcaíno e s'affaccia sull'oceano Pacifico.
A Santa Rosaliíta ci sono 50 case. Di queste, l'83,78% ha l'elettricità e il 64,86% ha l'acqua corrente.

## Società

### Evoluzione demografica
La popolazione di Santa Rosaliíta è di 129 abitanti, 70 uomini e 59 donne.

## Cultura

### Istruzione
A Santa Rosaliíta è presente la scuola primaria ("Education basica" in spagnolo) Don Miguel Hidalgo I Costilla ed è pubblica.